# سیارک ۲۰۴۴۱
سیارک ۲۰۴۴۱ (به انگلیسی: 20441 Elijahmena، نامگذاری:1999JH50) بیست هزار و چهارصد و چهل و یکمین سیارک کشف شده‌است که در ۱۰ مه ۱۹۹۹ کشف شد.
قدر مطلق سیارک برابر ۱۲.۳ است.